# Sårbarhet

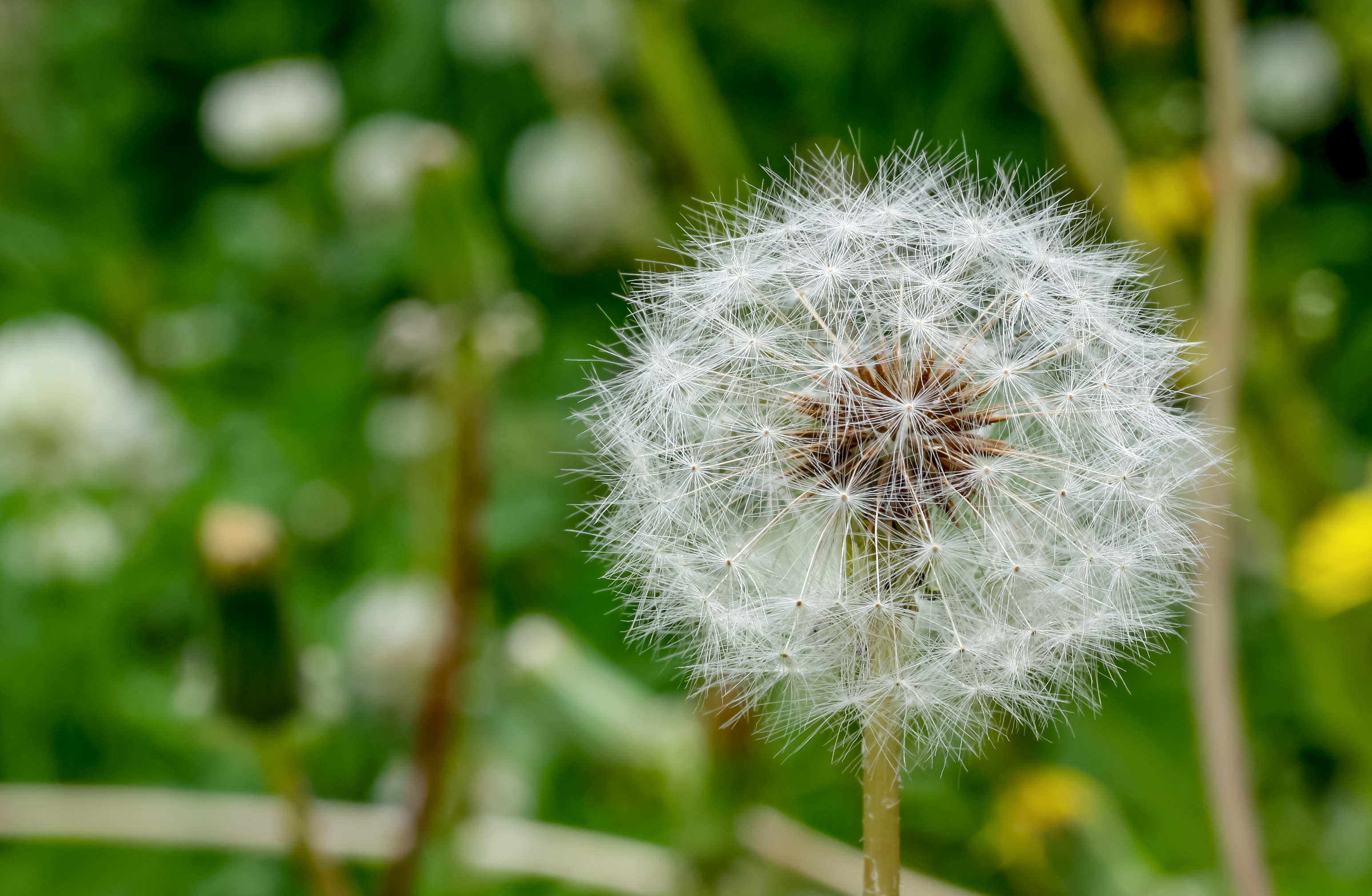
En överblommad maskrosblomma är utsatt för en hög risk att få sina frön spridda för vinden. I det här fallet är denna sårbarhet en integrerad del i artens fortplantning.

Sårbarhet, även utsatthet eller ömtålighet, syftar på det att riskera och vara hotad av överfall eller skada. Det är en sorts antingen fysisk eller psykisk svaghet. En person som är sårbar kan lätt ge efter när hen blir attackerad, och personen kan vara psykiskt känslig.
Förståelsen av social och miljömässig sårbarhet inkluderar, som ett metodologiskt handlingssätt, en analys av risker och förmågor hos äldre eller andra utsatta utsatta grupper. Sårbarheten för i sig med sig höga förväntningar på sociala insatser och planering (för exempelvis äldre personer). Bland de olika typerna av sårbarhet finns sociala, kognitiva, miljömässiga, känslomässiga eller militära sårbarheter.
Sårbarhetsbegreppet ger uttryck för katastrofers och olyckors många olika dimensioner, genom att fokusera på summan av relationer i en given social kontext. En sårbarhet kan i kombination med miljömässiga krafter leda till en katastrof. Sårbarheten ligger också i omfattningen eller graden av hur ett system eller en grupp människor kan påverkas av förändringar.
Som fenomen kan sårbarhet studeras inom en mängd olika vetenskapliga discipliner. Dessa inkluderar studier om ekonomisk utveckling och fattigdom, klimat- och säkerhetsstudier, ingenjörskonst, hälso- och sjukvård, geografi, politisk ekologi och riskhantering. Sådan forskning är av betydelse för organisationer som försöker minska olika slags sårbarhet.